# تجمع شبرحظاك (رماة)

تعديل مصدري - تعديل

تجمع شبرحظاك هي إحدى قرى عزلة رماة بمديرية رماة التابعة لمحافظة حضرموت، بلغ تعداد سكانها 23 نسمة حسب تعداد اليمن لعام 2004.